# Gare de Fenouillet - Saint-Alban
La gare de Fenouillet - Saint-Alban est une gare ferroviaire française de la ligne de Bordeaux-Saint-Jean à Sète-Ville, située sur le territoire de la commune de Fenouillet, près de Saint-Alban, dans le département de la Haute-Garonne, en région Occitanie.
C'est une halte de la Société nationale des chemins de fer français (SNCF). Toutefois, l'arrêt n'est plus desservi depuis 2016.

## Situation ferroviaire
Établie à 126 mètres d'altitude, la gare de Fenouillet - Saint-Alban est située au point kilométrique (PK) 247,240 de la ligne de Bordeaux-Saint-Jean à Sète-Ville, entre les gares voyageurs de Saint-Jory et de Lacourtensourt. Le triage de Saint-Jory s'intercale en direction de Bordeaux.

## Histoire
En 2014, selon les estimations de la SNCF, la fréquentation annuelle de la gare était de 1 025 voyageurs.

## Service des voyageurs

### Accueil
Halte SNCF, c'est un point d'arrêt non géré (PANG) à entrée libre.

### Desserte
Fenouillet - Saint-Alban n'est plus desservie depuis 2016.

### Intermodalité
Le stationnement des véhicules est possible à proximité.
Elle est desservie par des autocars du réseau de la Haute-Garonne.

## Projet
Un projet de réaménagement complet de la halte est prévu dans le cadre du Grand projet ferroviaire du Sud-Ouest (GPSO), en prévision du futur RER nord de Toulouse,.